# Arnošt Körner

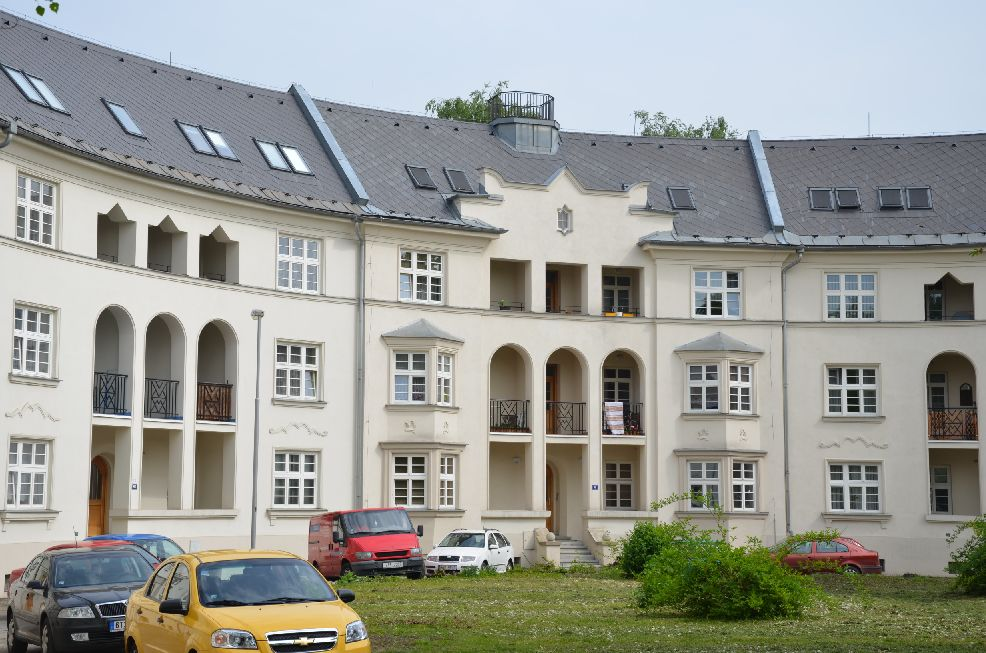
Kolonia Jubileuszowa w Ostrawie

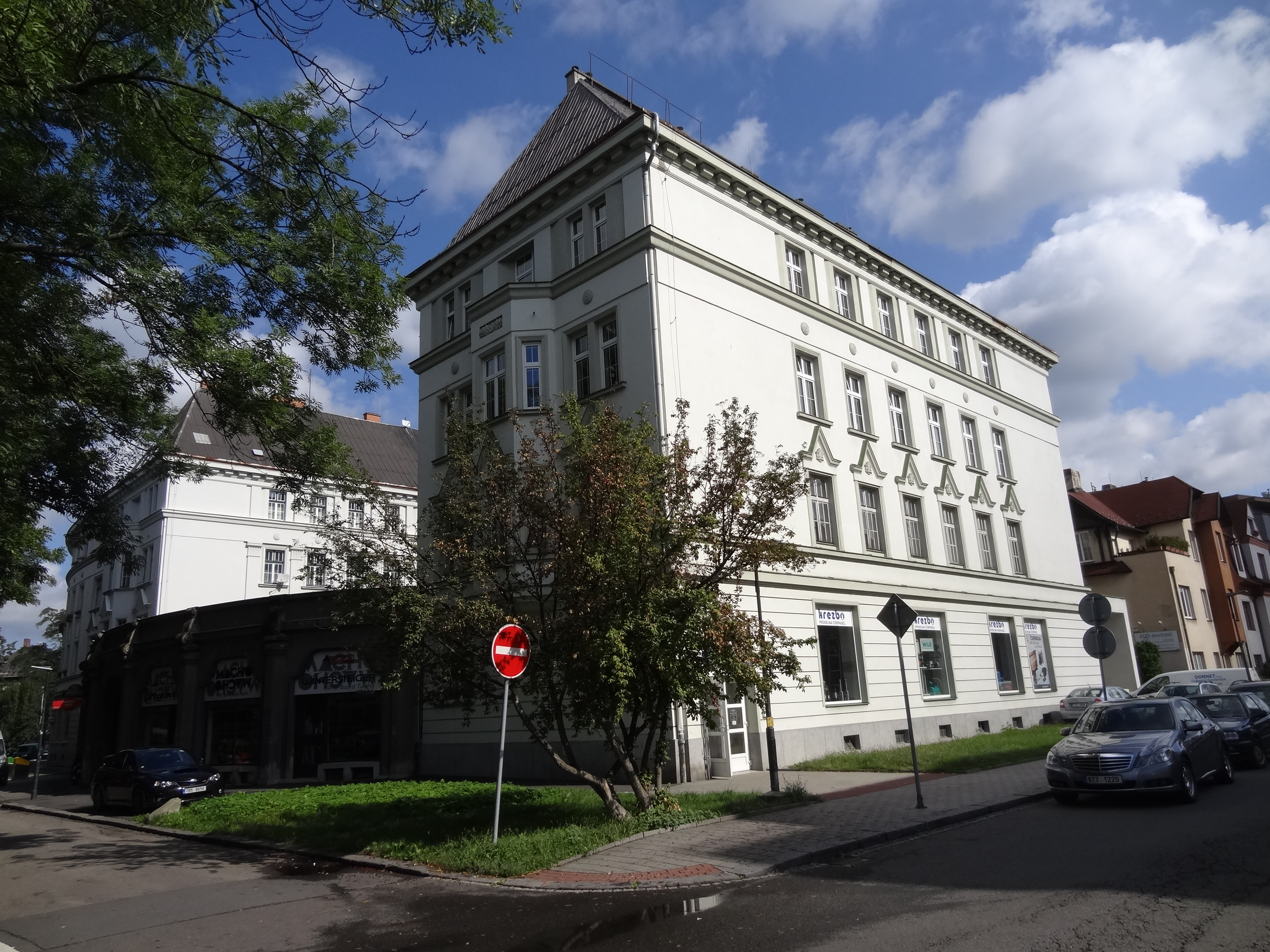
Domy urzędnicze na Partyzánském náměstí w Morawskiej Ostrawie

Arnošt Körner (ur. jako Ernst Kohn 12 sierpnia 1888 w Uherským Brodzie, zm. 19 sierpnia 1966 w Sydney) – niemiecko-żydowski architekt działający przede wszystkim w Ostrawie.

## Życiorys
Urodził się w zamożnej rodzinie niemiecko-żydowskiej (ojciec był kupcem i właścicielem gorzelni). Zmienił nazwisko wraz z rodziną, kiedy na początku XX wieku zaczęły się prześladowania Żydów. Studiował na Uniwersytecie Technicznym w Wiedniu. W atmosferze Czerwonego Wiednia zafascynował się realizacją osiedli komunalnych i pracowniczych, a także szkół i założeń rekreacyjnych dla mieszkańców miast. 
W 1920 przeprowadził się do Ostrawy, gdzie dzięki swym wpływowym braciom uzyskał kontrakty na realizację obiektów, które do dziś stanowią ważne dominanty urbanistyczne miasta. Tu po raz kolejny zmienił personalia - imię Ernst na czeskie Arnošt (w latach 30. XX wieku powrócił do imienia niemieckiego, kiedy znów było to opłacalne).
W 1939 uciekł do Szwajcarii, skąd przedostał się do Wielkiej Brytanii, a w końcu popłynął do Australii, gdzie założył własne przedsiębiorstwo ze swoim szwagrem, Kurtem Singerem. Ze względu na ograniczenia wojenne zrealizowali oni tylko trzy projekty (m.in. w 1940 własny modernistyczny dom w Cremorne, czy dom w Mosmanie). Po zwolnieniu z więzienia w 1948 nie wznowił praktyki architektonicznej i pozostał nieznany w Australii. Nigdy nie powrócił do Ostrawy.

## Dzieła
W Ostrawie zaprojektował m.in.:
- pałac spółki komandytowej w Morawskiej Ostrawie (obecnie siedziba Radia Czeskiego),
- dom towarowy Rix,
- hotel National (rozbudowa),
- pasaże handlowe ze szklanymi dachami na odcinku między Domem Sztuki a ulicą 28 października (nieukończone),
- biurowce w Wítkowicach i Zábřehu,
- Kolonia Jubileuszowa[1],
- domy urzędnicze na Partyzánském náměstí,
- willa doktora Karla Krause[4].